# James Patton Preston
James Patton Preston, född 21 juni 1774 i Montgomery County, Virginia, död där 4 maj 1843, var en amerikansk politiker (demokrat-republikan). Han var Virginias guvernör 1816–1819.
Preston var fredsdomare i Montgomery County och gifte sig 1801 med Nancy Taylor. Preston var ledamot av Virginias senat 1801–1804. I 1812 års krig avancerade han till överste i USA:s armé. Han sårades svårt i slaget vid Chrysler's Farm.
Preston efterträdde 1816 Wilson Cary Nicholas som guvernör och efterträddes 1819 av Thomas Mann Randolph. Prestons syster var gift med John Floyd. Preston County i West Virginia har fått sitt namn efter James Patton Preston.